# Eunidia joveri
Eunidia joveri là một loài bọ cánh cứng trong họ Cerambycidae.